# Red5
Red5 — медиасервер с открытым исходным кодом, написанный на Java. Red5 поддерживает:
- Потоковое аудио/видео (MP3, AAC, FLV, MP4, 3GP)
- Запись пользовательских потоков данных (англ. Recording Client Streams), только для FLV
- Shared Objects
- Live Stream Publishing
- Remoting
- Протоколы: RTMP, RTMPT, RTMPS и RTMPE